# Linia kolejowa Faenza – Rawenna
Linia kolejowa Faenza-Rawenna – włoska normalnotorowa linia kolejowa, która łączy Faenzę, na linii Bolonia-Ankona z Rawenną.
Linia jest zarządzana przez RFI, która klasyfikuje ją jako linię uzupełniającą. Regionalne przewozy pasażerskie są obsługiwane przez Trenitalia: Ravenna - Faenza i Faenza - Lugo oraz z kontynuacją niektórych pociągów do Lavezzola.